# Vlag van Gran Canaria

Vlag van Gran Canaria

De vlag van Gran Canaria is diagonaal verdeeld, vanaf het bovenste deel is geel en het onderste deel is blauw, met het wapen van Gran Canaria in het midden. Het werd goedgekeurd bij besluit van het regionale ministerie van het voorzitterschap van de regering van de Canarische Eilanden van 10 april 1989.
De vlag van Gran Canaria vindt zijn oorsprong in de vlag die in 1869 als registratievlag werd toegewezen aan de maritieme provincie Las Palmas, een maritieme provincie die samen met die van Tenerife de voormalige maritieme provincie van de Canarische Eilanden verving.
Alles wijst erop dat de keuze van vormen en kleuren voor alle registratievlaggen volledig willekeurig was. Er zit geen officiële betekenis achter de kleuren van de vlag. Traditioneel wordt marineblauw echter in verband gebracht met de zee en geel met de berglandschappen.